# Mellum
Mellum (også Alte Mellum) er en relativ ung klit-ø i Nordsøen, ni kilometer øst for Schillig i den tyske delstat Niedersachsen. Den udviklede sig fra at være et højsand til en ø, og er beliggende ved nordspidsen af Hohe-Weg-Wattrückens, og foran feriebyerne Horumersiel (de) og Schillig. Først i den sidste fjerdedel af det 19. århundrede er den opstået ved vadehavssgrænsen mellem farvandet Innenjade (de) (ved Wilhelmshaven) og Weser. Den er en af de tre ubeboede øer i Nationalpark Niedersächsisches Wattenmeer, som alle er fredede. Cirka syv kilometer mod nordøst ligger den af og til oversvømmede, cirka 0,4 km² store sandbanke West-Eversand. Videre ni kilometer nordøstlig ligger sandbankerne Hohe Knechtsand.
Øen tilhører ingen kommune eller Landkreis og er også et ikke kommunefrit område. Niedersachsen ejer den største del af øen. Et lille areal på 4522 m² har siden 1950 med en naturbeskyttelsesstation Mellum) og tilhører foreningen "Oldenburger Landesverein für Geschichte, Natur- und Heimatkunde".
Der har kun været få menneskelige indgreb i Mellums natur. Mod syd befinder der sig et ringdige, som blev anlagt under 2. verdenskrig, da der blev stationeret et antiluftskytsbatteri på øen. Stedet er øens eneste stormflodssikre område. Størrelsen af det inddigede areal udgør cirka fire hektar. Fra ringdiget løber der en sti mod sydvest hen til øens sydstrand. Ved stien befinder der sig en mindesten for 312. Marine-Festungspionierbataillons.

## Geografi
Øen har en længde fra sydvest til nordøst på cirka tre kilometer. Mod nordvest til sydøst strækker øen sig cirka 1,8 kilometer. Den består hovedsagelig af klit og saltenge. På grund af strøm og vind ændrer øen konstant form. Græs og saltengenes areal vokser og udvider sig. Ø-området bliver gennemskåret af en indtil 2 meter dyb pril. 1903 var øens græsareal på 10 hektar som i 2006 var vokset til 75 hektar.